# Wereldkampioenschap wegrace 2001
Het wereldkampioenschap wegrace seizoen 2001 was het 53e in de geschiedenis van het door de FIM georganiseerde wereldkampioenschap wegrace.

## Kalender
| Ronde | Datum        | Grand Prix              | Locatie        | Winnaar 125 cc    | Winnaar 250 cc    | Winnaar 500 cc  | Verslag |
| ----- | ------------ | ----------------------- | -------------- | ----------------- | ----------------- | --------------- | ------- |
| 1     | 8 april      | GP van Japan            | Suzuka         | Masao Azuma       | Daijiro Kato      | Valentino Rossi | Verslag |
| 2     | 22 april     | GP van Zuid-Afrika      | Welkom         | Youichi Ui        | Daijiro Kato      | Valentino Rossi | Verslag |
| 3     | 6 mei        | GP van Spanje           | Jerez          | Masao Azuma       | Daijiro Kato      | Valentino Rossi | Verslag |
| 4     | 20 mei       | GP van Frankrijk        | Le Mans        | Manuel Poggiali   | Daijiro Kato      | Max Biaggi      | Verslag |
| 5     | 3 juni       | GP van Italië           | Mugello        | Noboru Ueda       | Tetsuya Harada    | Alex Barros     | Verslag |
| 6     | 17 juni      | GP van Catalonië        | Catalunya      | Lucio Cecchinello | Daijiro Kato      | Valentino Rossi | Verslag |
| 7     | 30 juni      | TT Assen                | Assen          | Toni Elías        | Jeremy McWilliams | Max Biaggi      | Verslag |
| 8     | 8 juli       | GP van Groot-Brittannië | Donington Park | Youichi Ui        | Daijiro Kato      | Valentino Rossi | Verslag |
| 9     | 22 juli      | GP van Duitsland        | Sachsenring    | Simone Sanna      | Marco Melandri    | Max Biaggi      | Verslag |
| 10    | 26 augustus  | GP van Tsjechië         | Brno           | Toni Elías        | Tetsuya Harada    | Valentino Rossi | Verslag |
| 11    | 9 september  | GP van Portugal         | Estoril        | Manuel Poggiali   | Daijiro Kato      | Valentino Rossi | Verslag |
| 12    | 23 september | GP van Valencia         | Valencia       | Manuel Poggiali   | Daijiro Kato      | Sete Gibernau   | Verslag |
| 13    | 7 oktober    | GP van de Pacific       | Motegi         | Youichi Ui        | Tetsuya Harada    | Valentino Rossi | Verslag |
| 14    | 14 oktober   | GP van Australië        | Phillip Island | Youichi Ui        | Daijiro Kato      | Valentino Rossi | Verslag |
| 15    | 21 oktober   | GP van Maleisië         | Sepang         | Youichi Ui        | Daijiro Kato      | Valentino Rossi | Verslag |
| 16    | 3 november   | GP van Rio de Janeiro   | Rio de Janeiro | Youichi Ui        | Daijiro Kato      | Valentino Rossi | Verslag |